# 25 germinal
25 ventôse 25 floréal
Le quintidi 25 germinal, officiellement dénommé jour du pigeon, est le 205e jour de l'année du calendrier républicain.
C'était généralement le 14e jour du mois d'avril dans le calendrier grégorien.